# Aleida van Culemborg
Aleida van Culemborg (ca. 1445 – 20 juli 1471) was vrouwe van Sint-Maartensdijk en van Buren.
Aleida van Culemborg was de erfdochter van Gerard van Culemborg en Elizabeth van Buren. Ze huwde op 20 oktober 1464 met Frederik van Egmond. Door dit huwelijk kwam de heerlijkheid Sint-Maartensdijk en de Graafschap Buren uiteindelijk in het bezit van Anna van Egmond, echtgenote van Willem van Oranje.
Uit het huwelijk met Frederik van Egmond werden twee kinderen geboren:
- Floris Graaf van Buren en Leerdam en heer van IJsselstein ook genoemd Fleurken Dunbier (1470-1539)
- Wemmer van Egmont van Buren

Aleida werd begraven in de Sint-Nicolaaskerk van IJsselstein, waar haar praalgraf nog steeds aanwezig is. In 1911 werd de kerk getroffen door een ernstige brand waarbij het gehele interieur werd vernietigd. Het praalgraf is gerestaureerd. Haar beeltenis is gebeeldhouwd in zandsteen en was in het verleden bont beschilderd. In latere eeuwen werd het beeld wit geschilderd. Twee engeltjes ondersteunen het kussen waarop Aleids hoofd rust en bij haar voeten ligt een slapend hondje.